# Tachina pertinens
Tachina pertinens är en tvåvingeart som beskrevs av Walker 1853. Tachina pertinens ingår i släktet Tachina och familjen parasitflugor. Inga underarter finns listade i Catalogue of Life.